# إكليل (درعيات)
الإكليل جزء من مكونات شعار الدولة. وهي لفة قماش ملتوية توضع حول الجزء العلوي من الخوذة وقاعدة القمة، يتعلق المعطف.

## معرض صور

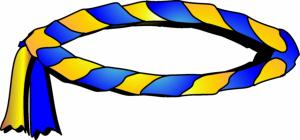